# Joseph Trumpeldor
Joseph Vladimirovich (Volfovich) Trumpeldor (russo:  Иосиф Владимирович [Вольфович] Трумпельдор; IPA: [ɪˈosʲɪf trʊmpʲɪlʲˈdor]; em hebraico:  יוֹסֵף טְרוּמְפֶּלְדוֹר, IPA: [joˈsef tʁumpelˈdoʁ]; 21 de novembro de 1880 – 1 de março de 1920) foi um ativista sionista que ajudou a organizar o Zion Mule Corps e a trazer imigrantes judeus para a Palestina. Trumpeldor morreu defendendo a aldeia de Tel Hai em 1920 e assim tornou-se um herói nacional.
Joseph Trumpeldor nasceu em Piatigorsk, no norte do Cáucaso do Império Russo, e foi o quarto dos sete filhos de Wulf e Fedosia Trumpeldor. Seu pai nasceu na Polônia e serviu como cantonista na Guerra do Cáucaso e, como um "judeu útil", foi autorizado a viver fora da Zona de assentamento judeu na Rússia. Sua mãe era cristã ortodoxa. Sua família mudou-se quando ele era bem jovem, tendo passado a maior parte de sua criação na Rostóvia do Dom. A educação de Trumpeldor foi mais russa do que tradicionalmente judaica. Em casa, falavam russo, e não iídiche, que era mais comum entre os judeus do país. Venerava a literatura russa e, por influência de Tolstói, adotou o vegetarianismo e o pacifismo. Ainda assim, teve seis meses de educação religiosa judaica, até ingressar na escola municipal da Rostóvia, onde teve bom desempenho e chegou a passar no exame de admissão para o ensino médio, mas foi impedido de entrar por uma regra, a Numerus Clausus que fixava a cota judaica, limitando o número de judeus que poderiam ingressar em escolas russas, conforme a região. Mais tarde, ao lembrar do episódio, escreveria: 
| “ | Juntamente com outros judeus, desde a minha infância bebi do cálice do tormento e dos insultos porque com desprezo ou ódio me chamavam de "Zid" ou negavam-me direitos que outros cidadãos russos tinham. Eu era um gênio nacional e um homem com o orgulho exaltado e ferido. | ” |
|   | — Trumpeldor. |   |

Na mesma época, recebeu com preocupação as notícias de ataques antissemitas (pogroms) acontecendo ao redor da Rússia e em 1897, inspirado pelo discurso de Theodor Herzl no Primeiro Congresso Sionista, chegou a formar um grupo informal de jovens sionistas em sua cidade, que presidiu enquanto estudava em sua cidade. Seguiu os passos de seu irmão e recebeu o diploma técnico em odontologia em 1900.
Em 1902, durante uma convocação militar, considerou declarar objeção de consciência para escapar do serviço obrigatório em razão de seu pacifismo, como muitos judeus faziam. Entretanto, temendo alimentar a ideia de que judeus seriam covardes, mudou de ideia e se alistou no exército russo.

## Guerra Russo-Japonesa
Inicialmente, foi inscrito no 76° Regimento de Infantaria, cuja base seria na cidade de Tulchyn. Mas Trumpeldor pediu para servir na Manchúria onde o conflito com o Japão era iminente. Foi designado para o 27° Regimento de Infantaria da Sibéria, um destacamento que guardava as bases navais de Dalian e Port Arthur. Em agosto de 1904, tem início o cerco de Port Arthur, a batalha mais violenta da Guerra Russo-Japonesa, e Trumpeldor pediu para tomar parte na unidade de elite, que recebia as tarefas mais perigosas. Quando o comandante da unidade declarou que ali não haveria traidores, pois não havia judeus, Trumpeldor declarou publicamente sua religião, e nos dias seguintes conquistou o respeito da unidade pelas suas ações na batalha. No dia 20, Trumpeldor foi atingindo por estilhaços e seu braço precisou ser amputado. Depois de passar cem dias no hospital se recuperando, foi liberado do serviço mas pediu por voltar à batalha, requisitando uma pistola e uma espada. Quando foi questionado sobre as suas decisões e informado de que foi fortemente aconselhado a não continuar a lutar devido à sua deficiência, respondeu "mas ainda tenho outro braço para dar à pátria". Foi promovido a cabo e recebeu o comando do 3° pelotão. A um amigo, ainda teria dito: "isso não é nada, você verá como trabalharemos nos campos da Terra de Israel".

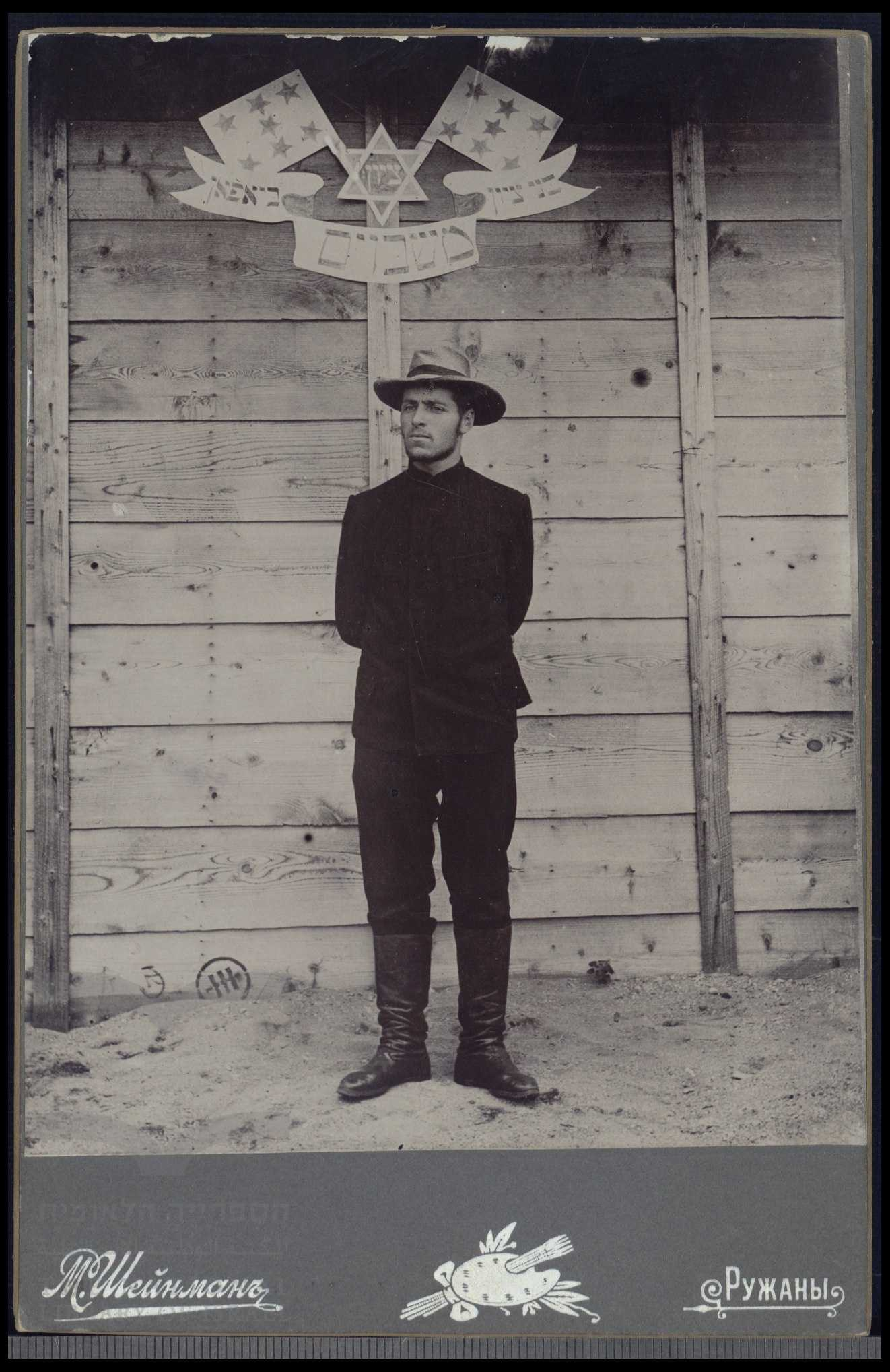
Joseph Trumpeldor em cativeiro japonês, c. 1905. Trumpeldor enviou esta foto do cativeiro para seus pais. Acima dele está uma placa da sociedade de prisioneiros judeus que ele ajudou a fundar.

Em 2 de janeiro de 1905, Port Arthur se rendeu e Trumpeldor foi levado para dois campos provisórios até que em 1 de fevereiro de 1905 chegou no campo de prisioneiros de Takaishi, nos arredores de Osaka, no Japão. Ele era um dos 1739 prisioneiros judeus no local, e lá permaneceu durante um ano. Os japoneses tratavam bem os prisioneiros e Trumpeldor até recebeu uma prótese para o braço. Ajudou a fundar uma sociedade sionista com 125 membros, que batizou de "Bne Zion Hashevuyim beYapan" ("Filhos de Sião presos no Japão"). O grupo montou uma escola, uma biblioteca, uma agência de empréstimos, um grupo de teatro e um jornal semanal, que veio a ser o primeiro jornal judeu publicado no Japão. Joseph passava seu tempo escrevendo sobre assuntos judaicos para o jornal e organizando aulas de história, geografia e literatura. Ele também fez amizade com vários prisioneiros que partilhavam o seu desejo de fundar uma fazenda comunitária na Palestina. Ao sair do cativeiro, encontrou-se pessoalmente com o Imperador do Japão, que quis conhecer o homem que organizava tão bem os prisioneiros de guerra.
Foi libertado em 23 de dezembro de 1905, e partiu no navio Mongolia para Vladivostok e de lá para a cidade de Harbin, na Manchúria, onde permaneceu por alguns meses. A cidade tinha uma população significativa de judeus. Trumpeldor conversou com eles, explicou o sionismo e os assentamentos judeus na Terra de Israel, e o movimentos HeHalutz, que preparava futuros pioneiros para a vida agrícola na Palestina. Os judeus locais o ouviram com empatia, mas sem muito entusiasmo e não houve adesão à sua proposta.
Voltou à Rússia, e se apresentou em São Petersburgo em 24 de março de 1906, recebendo quatro condecorações por bravura, incluindo a Cruz de São Jorge, o que fez dele o soldado judeu mais condecorado da Rússia. Apesar da perda do braço, foi promovido a oficial da reserva, com a patente de praporshchik. É possível que ele tenha sido o único oficial judeu do exército czarista. Também recebeu convite para seguir a carreira militar, para a qual tinha também o apoio da família e de seus subordinados. Mas ele não se impressionou com toda a comoção ao seu redor e recusou a oferta.

## Aliá
Convicto da ideia de fundar uma fazenda comunitária na Palestina, Trumpeldor começou a se preparar para a aliá, fundando o capítulo russo do HeHalutz. Estava determinado a fazer qualquer atividade necessária para concretizar o sonho. Em um diálogo com Jabotinski, teria dito: 
| “ | Precisamos de pessoas prontas para servirem em qualquer tarefa exigida pela Palestina. O metal necessário para se forjar qualquer coisa, o que a máquina da nação precise. Falta uma roda? Serei essa roda. Pregos, parafusos? Peguem-me. A terra precisa ser cavada? Eu o farei. Precisa de soldados para atirar? Eu me alistarei. Policiais, médicos, advogados, professores? Eu estou pronto. Não sou uma pessoa. Sou a personificação do trabalho. Não tenho vínculos, e só conheço um caminho: construir! | ” |
|   | — Trumpeldor. |   |

Naquele mesmo ano de 1906, terminou os exames do ensino médio e entrou na faculdade de direito para apoiar a ideia, pois achava que algum conhecimento de leis poderia ser necessário para o estabelecimento das propriedades agrícolas. Ele se mantinha com uma pequena pensão militar e com aulas particulares que ministrava. Em 1908, começou um relacionamento amoroso com uma de suas alunas, Lisa Gashlin. Aos fins de semana, ia para uma fazenda comunitária nos arredores da cidade para aprender a trabalhar no campo.
Em 1911, terminou o curso de direito e começou a articular a sua imigração. Iniciou correspondência com Zvi (Grisha) Schatz, outro judeu russo que já havia se estabelecido na Palestina. Em agosto, aproveitou uma viagem de Schatz para sua cidade natal e lá organizou uma conferência, na qual Schatz compartilhou sua experiência sionista com um pequeno grupo de sete pessoas que também se preparavam para a partida. Por fim, imigrou com seus companheiros para a Palestina, então parte do Império Otomano.

### Degania
Inicialmente estabeleceram-se no primeiro kibutz, chamado Degania, onde,  trabalhou por um tempo, e impressionou seus companheiros por sua força física, bem como pelo seu comprometimento ideológico. Tornou-se um modelo de inspiração para os pioneiros sionistas, e defendeu que os judeus empregassem outros judeus no trabalho da terra, ao invés de contratarem árabes. Mas tinha críticas ao método de trabalho, que considerava restringir as iniciativas dos trabalhadores, e à organização que fundou o kibutz, que Trumpeldor considerava uma "organização burguesa e incompetente", e decidiu fundar sua própria comunidade agrícola.

### Comuna de Migdal
Seu grupo de sete pessoas partiu em 1913 para fundar a Comuna de Migdal, às margens do Mar da Galileia. O começo foi promissor, com as pessoas felizes com o trabalho e com a vista do grande lago. Mas o grupo não foi capaz de suportar o rigor da vida que escolheram. E aos poucos, a personalidade rígida de Trumpeldor foi agravando as condições de trabalho. Ele era demasiadamente crítico com o trabalho e com o comportamento dos demais membros, o que causou o seu isolamento. Bella Kovner, uma farmacêutica que deixou a Rússia por influência de Trumpeldor e era sua namorada em Migdal, o deixou, o que ele entendeu como uma traição. A Comuna de Migdal foi abandonada após cerca de um ano de fundação, e seus membros seguiram para outras comunidades judaicas na região. Trumpeldor retornou a Degania, embora não tenha se tornado um membro do kvutza.
No mesmo ano, foi enviado como representante ao 11° Congresso Sionista, na cidade de Viena. Passou pela Rússia e fez novos encontros com os jovens sionistas, buscando recrutar mais pioneiros, e retornou a Degania.

## Primeira Guerra Mundial

Joseph Trumpeldor em Galípoli em 20 de setembro de 2015, com o uniforme do Zion Mule Corps

Em 1914, quando estourou a Primeira Guerra Mundial, ele era, como súdito russo no Império Otomano, um inimigo estrangeiro. Foi um dos 7 mil judeus deportados para a cidade de Alexandria, no Egito. Lá conheceu Fira (Esther) Rozov, filha de um rico fazendeiro judeu de Petah Tikvah e irmã de um seguidor de Zeev Jabotinsky, com quem tomou aulas de francês. Eles se apaixonaram e manteriam um longo romance à distância.
Na cidade, também conheceu o próprio Jabotinsky, com quem desenvolveu a ideia da Legião Judaica para lutar junto aos britânicos contra inimigos comuns. Em março de 1915, apresentaram juntos a proposta para o General Maxwell, comandante inglês em Cairo, que a recusou, mas em resposta sugeriu a formação de uma divisão de transporte para abastecer com munição, armas e mantimentos as tropas inglesas em outros locais da frente turca, não necessariamente na Palestina. Jabotinsky não concordou com a ideia, pois tinha em mente uma unidade de combate, e não de transporte, e queria participar ativamente da expulsão dos otomanos da Terra de Israel, ao passo que a unidade oferecida iria operar perto de Constantinopla, muito longe de Sião.
Mas Trumpeldor abraçou a iniciativa e em abril de 1915 reuniu os 650 judeus que se alistaram. Eles criaram um pequeno vocabulário de termos militares em hebraico, e criaram uma bandeira sionista azul e branca. Apesar de serem um batalhão de transporte, eram treinados e equipados para a batalha. Assim foi formado o Zion Mule Corps, um pelotão de arrieiros conduzindo mulas, que foi considerada a primeira unidade militar totalmente judaica organizada em cerca de dois mil anos, e o início ideológico das Forças de Defesa de Israel. O coronel irlandês John Henry Patterson, um protestante, foi apontando comandante do batalhão, e Trumpeldor recebeu a patente de capitão, e era o segundo no comando.
Com menos de um mês de treinamento, o pelotão foi enviado para a desastrosa Campanha de Galípoli, onde Trumpeldor foi ferido no ombro. Sob comando do tenente-coronel John Henry Patterson, o pelotão chegou em Helles em 27-28 de abril, quatro semanas depois de partir, tendo parado em Mudros quando seu navio encalhou. Foram embarcados no mesmo navio de outro pelotão de transporte animal, o 9th Mule Corps, que tinha destino em Gaba Tepe mas foi desviado para Helles. O pelotão desembarcou sob fogo de artilharia a partir da costa asiática, e com ajuda dos voluntários do 9th Mule Corps, começou a transportar suprimentos imediatamente, para abastecer as Forças Armadas da Austrália e Nova Zelândia, que estavam na linha de frente. O capitão Trumpeldor foi atingido no ombro mas se recusou a deixar o campo de batalha. O Zion Mule Corps permaneceu em Galípoli até a retirada britânica, em janeiro de 1916. 
Após o fim da missão, o Zion Mule Corps foi dissolvido e os 120 soldados judeus remanescentes foram levados para Londres e reincorporados no exército britânico com objetivo de apoiar operações na Irlanda. Em outubro de 1916, após desistir das tentativas de reestabelecer o regimento, partiu para Londres, onde ele e Jabotinsky elaboraram uma petição para o governo britânico e pressionaram por uma audiência para discutir a formação de uma divisão judaica no exército britânico.
Em abril de 1917, quando as portas já pareciam fechadas, ele finalmente conseguiu uma audiência com o secretário de guerra britânico. Jabotinsky era soldado e decidiu convidar o capitão Trumpeldor para acompanhá-lo. Sua iniciativa deu certo, e os britânicos concordaram em estabelecer uma unidade formada por judeus na Terra Santa. Inicialmente foram criadas duas unidades, o 38º e o 39º batalhões de Fuzileiros Reais. Os idealizadores trabalharam ativamente no recrutamento de voluntários, e uma terceira unidade precisou ser criada. A Legião Judaica, nome informal para o conjunto de batalhões formados por judeus da Europa, da América e da Palestina, reuniu quase 11 mil soldados e participou da Batalha de Megido que expulsou os otomanos e conquistou a Palestina para os britânicos em 1918.
Ironicamente, Trumpeldor não foi aceito na Legião Judaica que ajudou a criar, porque além de sua deficiência, ele era estrangeiro. Com o sucesso do regimento inglês, Trumpeldor decidiu repetir a experiência na Rússia e para lá partiu em 17 julho de 1917. Com a queda do regime czarista, Trumpeldor tentou convencer o Governo Provisório a formar um regimento judeu no exército russo. Seu plano era mobilizar um exército de 100.000 judeus para lutar pela Rússia na frente do Cáucaso, abrindo caminho pela Armênia e Mesopotâmia até a Palestina oriental. Trumpeldor estava certo de que, com Boris Savinkov como Ministro da Guerra no governo de Kerensky, a permissão seria obtida. O governo chegou a sinalizar a aprovação, mas com a Revolução de Outubro e o consequente colapso do Governo Provisório, a ideia foi descartada. Trumpeldor tentou então montar organizações de autodefesa para os judeus na Rússia. Foi autorizado pelos bolcheviques mas sofreu resistência entre os próprios judeus, que temiam tomar partido no conflito político, além de engajar em luta armada e despertar um maior ódio por parte dos cossacos.
No início de 1918, Trumpeldor resolveu dedicar-se à preparação dos judeus que queriam emigrar para a Terra de Israel. Participou de planejamento de ações práticas para o estabelecimento de comunas, sindicatos e organizações de defesa. Foi eleito o presidente do movimento HeHalutz. Ajudou a criar organizações e treinamentos para pioneiros em Petrogrado. Alguns meses depois mudou-se para a Crimeia, onde liderou uma filial do HeHalutz, com uma fazenda de treinamento na região. Lá, conheceu Emma Tsipkin, uma estudante de medicina de 19 anos, por quem se apaixonou. Mas em agosto de 1919, partiu novamente e, após uma parada de dois meses em Constantinopla, retornou à Palestina, em outubro de 1919. Tão logo retornou, terminou seu noivado com Fira Rozov. Passou a dedicar-se à organização da defesa dos assentamentos, utilizando a experiência que adquiriu no exército russo. Trumpeldor ficou no comando da defesa de três assentamentos judeus: Metula, Kfar Giladi e Tel Hai.

## Batalha de Tel Hai

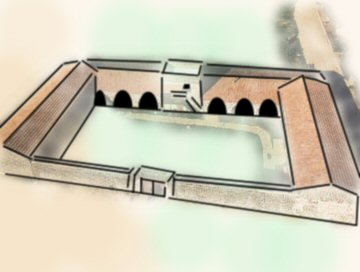
Tel Hai era formada por um pátio cercado por muros de pedra. (Ilustração: Yanivreg)

Em 1º de março de 1920, várias centenas de árabes xiitas, da aldeia de Jabal Amel, no sul do Líbano, reuniram-se no portão de Tel Hai, uma das três aldeias agrícolas judaicas em um bloco isolado no extremo norte do Vale de Hula, na Alta Galileia, que eram protegidas pelos voluntários sob comando de Trumpeldorf. Gangues ('isabat) de camponeses fronteiriços baseados em clãs, combinando política com banditismo, atuavam na área da fronteira pouco definida entre o Mandato Britânico da Palestina, a ser estabelecido em breve, e o Mandato Francês da Síria e do Líbano. Os xiitas acreditavam que algumas tropas francesas haviam se refugiado com os judeus e exigiram fazer uma busca no local. Os judeus geralmente tentavam manter a neutralidade no caos, ocasionalmente abrigando árabes e franceses. Neste dia, não havia soldados franceses e os judeus consentiram numa busca. Um dos agricultores disparou um tiro para o ar, um sinal para reforços da aldeia vizinha Kfar Giladi, que enviou dez homens liderados por Trumpeldor, destacados pelo Hashomer para organizar a defesa.
Não está claro exatamente o que aconteceu quando Trumpeldor assumiu o comando, mas um antigo relatório fala de “mal-entendidos de ambos os lados”. No final das contas, ocorreu um grande tiroteio no qual cinco judeus e cinco árabes foram mortos imediatamente. Trumpeldor foi baleado na mão e no estômago e morreu enquanto era evacuado para Kfar Giladi naquela noite. Os seis judeus mortos na batalha foram enterrados em duas valas comuns em Kfar Giladi, uma para os quatro homens e outra para as duas mulheres, e ambos os locais ficaram abandonados por um tempo.

## Últimas palavras
As últimas palavras que lhe foram atribuídas: "Deixa para lá, é bom morrer pelo nosso país" (En davar, tov lamut be'ad artzenu אין דבר, טוב למות בעד ארצנו, tornou-se bem conhecido no movimento sionista anterior à fundação de Israel e após, nas décadas de 1950 e 1960. De acordo com Aviel Roshwald, a autenticidade das declarações finais de Trumpeldor é bem atestada e não é questionada pelos historiadores, apesar da crença generalizada de que são apócrifas. No entanto, outros historiadores afirmam que estas palavras estão em disputa há décadas. Na esteira do ceticismo na década de 1970, uma versão contrária à lenda oficial, talvez começando como uma piada, sugeriu que as suas últimas palavras teriam sido na verdade uma maldição pungente na sua língua materna, o russo, refletindo a sua frustração com a má sorte. Trumpeldor não falava hebraico muito bem; em suas últimas horas, ele teria murmurado pedidos em seu russo nativo para enfaixar seus ferimentos, e o médico americano, George Gerry (ou Gary ), que o atendia, e Abraham Harzfeld teriam sido as duas fontes em primeira mão para esta declaração. Gerry disse que suas últimas palavras foram "vale a pena morrer por nosso país", e isso foi posteriormente alterado.
Estas palavras, que rapidamente se espalharam pela comunidade imigrante judaica na Palestina, são semelhantes ao ditado latino Dulce et decorum est pro patria mori, o verso das Odes do poeta lírico romano Horácio (III.2.13), que pode ser traduzido para o português como "É doce e honroso morrer por seu país" ou "É doce e apropriado morrer pela pátria" e que inspirou internacionalmente vários patriotas nacionalistas dos séculos XIX e XX.

## Legado

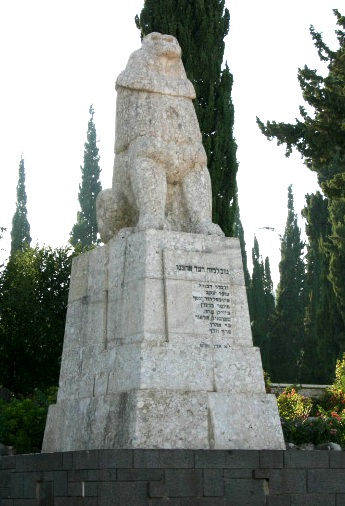
A estátua do Leão que Ruge, do escultor Avraham Melnikov, foi colocada em Tel Hai em 1928 em memória dos oito mortos na Batalha de Tel Hai.

Após sua morte, Trumpeldor tornou-se um símbolo da autodefesa judaica. O 11º dia do mês de Adar é designado em Israel como o "Dia de Tel-Hai". Neste dia, todos os anos, muitos israelenses peregrinam até o cemitério de Tel-Hai para prestar homenagem a Trumpeldor e os outros heróis que morreram defendendo a pátria.
Tanto os sionistas de direita como os  de esquerda consideram Joseph Trumpeldor um herói. O movimento sionista revisionista (precursor do Likud) nomeou seu movimento juvenil Betar, um acrônimo para "Aliança de Joseph Trumpeldor", enquanto que os movimentos de esquerda lembram Trumpeldor como o defensor dos kibutzim e estabeleceram memoriais em sua homenagem. No mesmo ano em que faleceu, foi fundado o Batalhão de Trabalho e Defesa Joseph Trumpeldor (Gdud HaAvoda), que estabeleceu vários kibutzim. 
O assentamento de Tel Yosef recebeu seu nome e a cidade de Quriate-Chemoná ("Cidade dos Oito") foi assim denominada em homenagem a Trumpeldor e os outros sete que morreram defendendo Tel Hai.
Na maioria das cidades israelenses há ruas com o seu nome, e em Haifa são duas. Em Jerusalém, há ruas chamadas Hagidem ("aquele com o braço cortado", um apelido de Trumpeldor), Betar, Hagdud Ha'Ivri ("Legião Judaica"), e Gdud Ha'avoda ("Batalhão do Trabalho").
O grupo de rap israelense Hadag Nahash tem uma música sobre Trumpeldor em seu álbum de estreia Ha-mechona shel ha-groove (2000). A música "Gabi ve Debi" do álbum seguinte, Lazuz, de 2003, também menciona Trumpeldor e cita suas famosas últimas palavras.
O romance de 2015, Joseph's Dream, de Elana Beth Schwab, é baseado na vida de Trumpeldor. O romance documentário em russo de 2017, Moi drug Trumpeldor ("My Friend Trumpeldor"), do autor Aleksandr Laskin, residente em São Petersburgo, narra a história de Trumpeldor através dos olhos de seu amigo David Belotserkovsky.